# Automolis brunneipennis
Automolis brunneipennis là một loài bướm đêm thuộc phân họ Arctiinae, họ Erebidae.